# Међународни програм за елиминацију дјечијег рада
Међународни програм за елиминацију дјечијег рада (енгл. The International Programme on the Elimination of Child Labour, скраћено IPEC) је програм којег Међународна организација рада спроводи од 1992. године. Циљ ИПЕЦ-а је да ради на прогресивном елиминисању дјечијег рада јачањем националних капацитета за рјешавање проблема дјечијег рада и стварањем свјетског покрета за борбу против тога. 

## О програму[1]
Приоритетне циљне групе ИПЕЦ-а су дјеца у најгорим облицима дјечијег рада као што је ропство и праксе сличне ропству, као што је обвезнички дјечији рад и дјеца у опасним радним условима и занимањима. ИПЕЦ се такође фокусира на дјецу која су посебно угрожена, тј. веома малу радну дјецу (испод 12 година) и запослене дјевојчице.
Политичка воља и посвећеност појединих влада да се позабаве дјечијим радом у сарадњи са организацијама послодаваца и радника, другим невладиним организацијама и релевантним странама у друштву – као што су универзитети и медији – је полазна тачка за све активности ИПЕЦ-а. Одрживост је уграђена од самог почетка кроз нагласак на „власништво“ у земљи. Пружа се подршка партнерским организацијама да развију и спроводе мјере које имају за циљ превенцију дјечијег рада, повлачење дјеце са опасних послова и обезбјеђивање алтернатива и побољшање услова рада као прелазне мјере ка елиминацији дјечијег рада.

## Активности и значај
Од свог оснивања, омогућио је објављивање извјештаја 1998, 2002. и 2006. године дајући по први пут глобалну процјену броја дјеце која раде, процјењујући да у свијету ради 350 милиона дјеце. Овај програм је такође спровео студије о различитим облицима дјечијег рада (рад у кући, „најгори облици рада“ укључујући трговину дјецом, дјечију војску, дјечију проституцију и дјечју порнографију, принудни рад, најмлађих, дјевојчица, итд.) или њихов економски утицај.
Поред горе цитираних глобалних процјена, програм координира заинтересоване стране око акционих планова и покушава да се пронађу економска рјешења са послодавцима. У свом извјештају из 2006. године ИПЕЦ процјењује да су „напори предузети скоро свуда у свијету у борби против ове пошасти дали значајне резултате“, али да је значајна мобилизација и даље неопходна.

## Стратегија
Примјењује се фазна и мултисекторска стратегија која се састоји од сљедећих корака:
- Мотивисање савеза партнера да признају и дјелују против дјечијег рада.
- Спровођење ситуационе анализе како би се сазнало о проблемима дјечијег рада у земљи.
- Помагање у развоју и спровођењу националних политика о проблемима дјечијег рада.
- Јачање постојећих организација и успостављање институционалних механизама.
- Стварање свијести о проблему широм земље, у заједницама и на радним местима.
- Промовисање развоја и примене заштитног законодавства.
- Подршка директној акцији са (потенцијалним) дјецом радницима у сврху демонстрације, укључујући временски ограничене програме за рјешавање Конвенција о најгорим облицима дјечијег рада.
- Реплицирање и проширење успјешних пројеката у програме партнера.
- Укључивање питања дјечијег рада у социо-економске политике, програме и буџете.